# 신동양 수퍼맨
"신동양 수퍼맨"(New Asian Superman-Episode1: Modernization Of Fatherland)은 한국에서 제작된 임성운 감독의 2002년 코미디 영화이다. 김형일 등이 주연으로 출연하였다.

## 출연

### 주연
- 김형일
- 양영정
- 조한철

## 제작진
- 조명: 정재근
- 사운드: 김수덕
- 작곡: 천승수
- 시각효과: 김태훈